# Kachinka
La Kachinka (en russe : Ка́шинка) est une rivière de Russie et un affluent de la rive gauche de la Volga.

## Géographie
Elle arrose l'oblast de Tver. La Kachinka est longue de 128 km et son bassin versant s'étend sur 661 km2. La Kachinka se jette dans la Volga à la hauteur du réservoir d'Ouglitch, près de la ville de Kaliazine.
La Kachinka arrose la ville de Kachine, dont elle est un lieu très populaire pour la natation et la pêche. La rivière s'écoule à travers des zones rurales.